# Musculus flexor pollicis longus
De musculus flexor pollicis longus is een spier in de onderarm en de hand die zorgt voor flexie van de duim en ligt in hetzelfde vlak als de musculus flexor digitorum profundus.